# Flashbacks of a Fool
Flashbacks of a Fool, ou Flash-backs au Québec, est un film britannique réalisé en 2008 par Baillie Walsh.

## Synopsis
Joe Scott est une star hollywoodienne sur le déclin qui ne vit plus qu'à travers les femmes et la drogue. Lorsqu'il apprend la mort de son ancien meilleur ami, des souvenirs refont surface : son enfance en Angleterre, son premier amour... et la tragédie qui le poussa à fuir les siens.

## Distribution
- Daniel Craig (VF : Éric Herson-Macarel) : Joe Scott
- Harry Eden : Joe Scott adolescent
- Helen McCrory : Peggy Tickell
- Olivia Williams : Grace Scott
- Felicity Jones (VFB : Mélanie Dermont) : Ruth adolescente
- Claire Forlani : Ruth adulte
- Emilia Fox : Sœur Jean
- Keeley Hawes : Jesse Scot adulte
- Angie Ruiz : Priscilla
- Miriam Karlin : Mme Rogers

## Version française
- Société de doublage : NDE Production
- Direction artistique : Antony Delclève
- Adaptation des dialogues : Frédéric Alameunière
- Enregistrement et mixage :

## Musique
Par Richard Hartley
La chanson pendant laquelle Joe et Ruth dansent, habillés et maquillés façon Glam rock, est If There Is Something de Roxy Music. Elle fait partie du premier album du groupe, dont on voit la pochette dans le film. On l'entend également à la fin du film.
La musique du film comprend également The Jean Genie de David Bowie.